# Iris robusta
Iris robusta là một loài thực vật có hoa trong họ Diên vĩ. Loài này được E.S.Anderson miêu tả khoa học đầu tiên năm 1928.